# Kilian Pruschke
Kilian Pruschke (* 8. September 1992) ist ein deutscher Fußballtorhüter.

## Karriere
Im Sommer 2011 stieg Pruschke von der Jugend in den Männerbereich auf und war Stammtorhüter der zweiten Mannschaft der Unioner. Als am 5. August 2011 (3. Spieltag) die beiden Torhüter der Profimannschaft, Jan Glinker und Marcel Höttecke, verletzt ausfielen, gab er sein Debüt für die „Eisernen“ und blieb beim 3:0-Sieg gegen den SC Paderborn 07 weitgehend beschäftigungslos. Seit November 2013 ist Pruschke bei Tennis Borussia Berlin.